# Wang Zhen (eunuco)

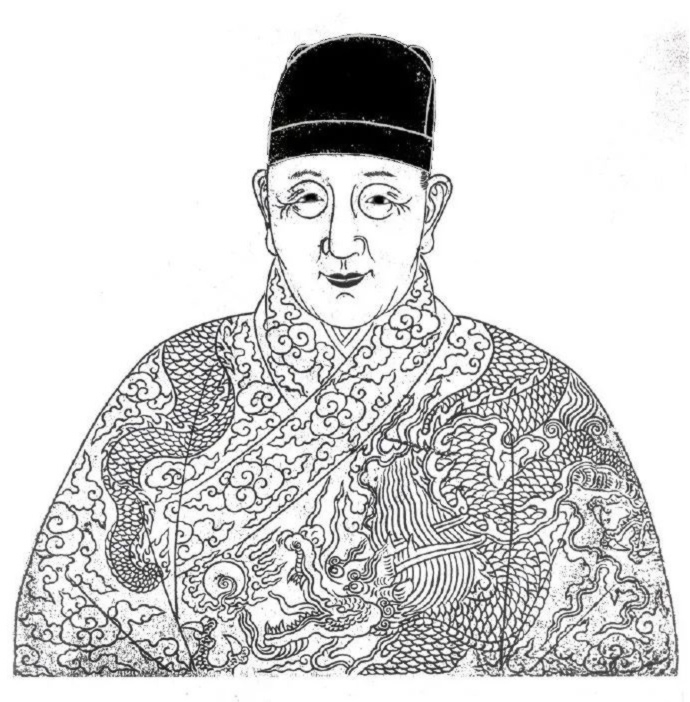
Wang Zhen

Wang Zhen (chinês tradicional: 王振) foi o primeiro eunuco a concentrar poder na corte da Dinastia Ming. Ele foi o tutor de Zhu Qizhen, que o promoveu à posição de “um dos mais poderosos ‘ditadores’ eunucos na era Ming”.

## Carreira

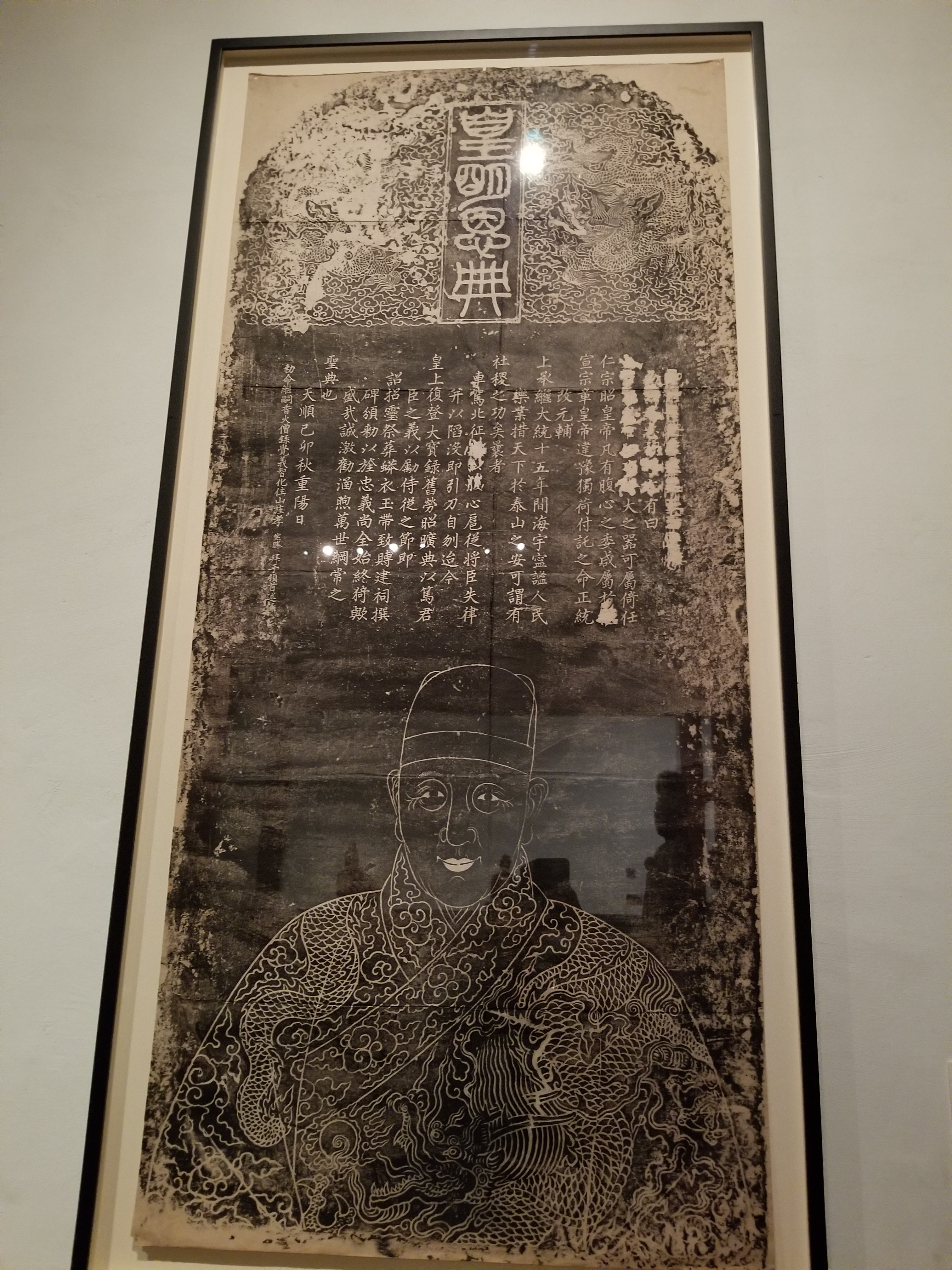
Gravura da estela do édito de Yingzong sobre sacrifícios dedicados à Wang Zhen, originalmente localizada no templo Zinhua, agora no Museu de Arte de Filadélfia

O Templo Zinhua em Pequim foi construído em 1443 de acordo com suas ordens.
Ele morreu em 1449 durante o episódio da Crise Tumu, quando uma expedição Ming fracassou numa tentativa de combater os mongóis, resultando na captura do imperador Zhu Qizhen. 